# Baghramjan (Armawir)
Baghramjan – wieś w Armenii, w prowincji Armawir. W 2011 roku liczyła 658 mieszkańców.